# داي زي (مود)
داي زي (بالإنجليزية: DayZ (mod))‏ هي لعبة أو (تعديل يغير الشفرة البرمجية للعبة الفيديو من أجل جعلها تعمل بطريقة مختلفة عن نسختها الأصلية). اللعبة من نوع تصويب من منظور الشخص الثالث والبقاء على قيد الحياة في عالم مفتوح متعدد اللاعبين جرى تصميمها بواسطة دين هال للعبة الفيديو آرما 2 لعام 2009 والإضافة الأخرى آرما 2: عملية السهم لعام 2010. تضع اللعبة اللاعب في ولاية تشيرناروس الخيالية في دول ما بعد انهيار الاتحاد السوفيتي، حيث أصاب وباء غامض معظم السكان، وتحول الناس إلى زومبي عنيفين. بصفتك أحد الناجين يجب عليك التحرك في العالم بحثًا عن الإمدادات مثل الطعام، والماء، والأسلحة، والأدوية، بينما تقاتل أو تتجنب كلًا من الزومبي واللاعبين الآخرين، وأحيانًا الشخصيات غير القابلة للعب، في محاولة للنجاة من كارثة الزومبي.
أُشيد بـ داي زي لعناصرها التصميمية المبتكرة. عند إصدار اللعبة وصلت إلى مليون لاعب في الأشهر الأربعة الأولى لها في 6 أغسطس 2012، حيث اشترى مئات الآلاف من الأشخاص آرما 2 فقط للعب التعديل. استجابة لشعبيتها قدمت بوهيميا إنتراكتيف الشركة المطورة والنشارة لعبة مستقله بذاتها تحمل نفس اسم مود داي زي عام 2018.
أصبح المصمم دين هال جزءًا من بوهيميا إنتراكتيف، وقام بإصدار التعديل، الذي أعيدت تسميته إلى آرما 2: داي زي مود رسميًا في 21 فبراير 2013.

## أُسلوب اللعب
تحاول لعبة داي زي تصوير سيناريو واقعي داخل عالم اللعبة، مع تأثيرات البيئة المختلفة على اللاعب. قد تتلقى الشخصية كسورًا في العظام أو تلف في أرجلها، أو تتعرض لصدمة من جروح الرصاص أو لدغات الزومبي، أو تتلقى عدوى من الزومبي أو اللاعبين المصابين، أو الإغماء بسبب انخفاض ضغط الدم. يجب السيطرة على العطش والجوع من خلال إيجاد الإمدادات في المدن أو البرية، حيث تلعب درجة حرارة الجسم دورًا رئيسيًا في بقاء الشخصية. تركز اللعبة على البقاء على قيد الحياة والعناصر البشرية في كارثة الزومبي من خلال إجبار اللاعب على الاعتراف باحتياجات الإنسان الأساسية مثل العطش والجوع والمأوى. تتطلب هذه الآليات من اللاعب التركيز على أهداف فورية قبل أن يتمكن من التفكير في استراتيجيات طويلة المدى.
أُشيد بداي زي لمستوى اللعب الناشئ. وقد قال الكاتب راسل براندوم في بزفيد، أن هذا التعديل قد ولّد أول لعبة تقمص الأدوار كثيفة اللاعبين على الإنترنت. ادعى راسل براندوم أن داي زي هو مثال فريد على نوع الألعاب متعددة اللاعبين عبر الإنترنت في منح اللاعبين حرية إيذاء أو قتل بعضهم البعض، مع عدم إضافة أي قيود على كيفية أو سبب قيامهم بذلك. قورن التعديل بواسطة كوتاكو بسلسلة كتب الموتى السائرون وتركيزه على التفاعلات بين الشخصيات عند مواجهة مواقف يائسة. يضطر اللاعبون في داي زي إلى التعامل مع المعضلات بطرق مماثلة كما تُصوَّر في كل من الكوميديا والمسلسلات التلفزيونية لـ كتب الموتى السائرون.
قيل أن تعديل داي زي يقدم بعض الأفكار حول دوافع الناس وسلوكياتهم عند الاستجابة لأحداث أزمة حقيقية، مما يعكس التجارب الخاضعة للرقابة ذات الطبيعة المماثلة. ومع ذلك، يجادل بعض منتقدي هذه النظرية بأن المشاركين لا يتفاعلون كما لو كانوا في وضع واقعي في العالم الحقيقي حيث تكون حياتهم فيه مهددة حقًا. وعلى الرغم من انحياز التعديل نحو المنافسة العدائية والمصلحة الذاتية، يدخل العديد من اللاعبين اللعبة بتصوراتهم وأولوياتهم الخاصة. وتشير هذه الأساليب والخبرات المتنوعة داخل اللعبة إلى أنه حتى في نظام يتوجب على الناس فيه تعزيز السلوك العقلاني، ٳلا أنهم رغم ذلك يتصرفون بطرق غير متوقعة. ولقد تم اقتراح أن هذا يبدد فكرة أن الفوضى هي سمة موضوعية ومحددة للنظام، بل هي ما يصنعه اللاعبون منه.

## التطوير
ابتكر دين هول المفهوم عندما كان جنديًا في الجيش النيوزيلندي، من خلال تدريب للجنود يعرضهم لمواقف تثير المشاعر وعمليات تحتاج تفكير عقلاني موحد. وقد ذكر أنه استوحى التعديل من التجارب خلال تدريب الغابة أثناء تبادله مع القوات المسلحة السنغافورية في بروناي، حيث أصيب بجروح بالغة في تمرين على مهارات البقاء على قيد الحياة. وذكر هول أن ما تعرض له بعد ذلك أثر بشكل مباشر على تطور داي زي، وخلق صفة الانغماس للتعديل من خلال إجبار اللاعب على تجربة العاطفة والتوتر كجزء من طريقة اللعب. ويعتقد هول أن النجاح المبكر السريع لهذا التعديل يرجع إلى حد كبير إلى وسائل التواصل الاجتماعي ورغبة المستهلكين في الألعاب التي قدمت تحديًا كبيرًا. ووصف هول الوضع بأنه شيء مضاد للعبة لأنه كسر ما شعر أنه كان يعتبر بشكل عام القواعد الأساسية لتصميم اللعبة مثل التوازن وليس إحباط المستخدمين.
يمكن تنزيل تعديل داي زي مجانًا من ستيم، لكنه يتطلب التثبيت اليدوي أولاً. وفي 7 أغسطس سنة 2012، أعلن دين هول في مدونة تطوير اللعبة أن التعديل سيتحول إلى لعبته الخاصة، بشراكة مع بوهيميا إنتراكتيف كمطور للعبة، وكان هو نفسه قائد المشروع. وفي 29 أكتوبر سنة 2012، تم نقل تطوير المود رسميًا إلى جهد يحركه مجتمع اللعبة إلى حد كبير مع إطلاق الإصدار 1.7.3.

## الآراء والجوائز
اكتسبت داي زي قاعدة مستخدمين كبيرة بسبب طريقة لعبها الفريدة. فبحلول أغسطس من سنة 2012، وبعد ثلاثة أشهر من الإصدار، سجل التعديل أكثر من مليون لاعب فريد. لذلك وصفتها آي جي إن بأنها واحدة من أكثر ألعاب الكمبيوتر شعبية في العالم بعد أربعة أشهر من إصدارها. وبِيِعَ أكثر من ثلاثمائة ألف وحدة من لعبة آرما 2 في غضون شهرين من إصدار التعديل، ووضع هذا الخبر كعنوان في الرسوم البيانية لأكثر الألعاب مبيعًا على ستيم لسبعة أسابيع، كانت اللعبة في معظم هذا الوقت هي الأكثر مبيعًا في المنصة.
قال ماريك أبانيل، الرئيس التنفيذي لمطوري آرما 2 في بوهيميا إنتراكتيف، إن التعديل كان يقود عمليات بيع وحدات اللعبة بشكل غير متوقع وأشاد به بفضل تجربة الإدمان والإثارة التي يقدمها للاعب، قائلًا إنها يمكن أن يكون بمثابة تجربة ألعاب مستقلة. وكما أشاد مطورو ألعاب الفيديو غير المشتركين في هذه السلسة بهذا التعديل، فقد قال كريستوفر توبورج أحد مطوري لعبة إيف أونلاين، إنها أفضل لعبة لعبها منذ عدة أشهر ووصفها بأنها مبتكرة بشكل خاص نظرًا لأنها من نوع تصويب منظور الشخص الأول، والذي اعتبره أحد أقل أنواع الألعاب ابتكارًا. وصرح مصمما الألعاب إريك وولباو وتيم شيفر في مهرجان بني أركيد إكسبو أنهما يعتقدان أن التعديلات التي يطورها اللاعب مثل داي زي هي مستقبل الألعاب، وأشادا بما حققه التعديل دون أن يكون له قصة رئيسية.

### آراء الٳعلام
تلقى المود ٳشادة ٳعلامية واسعة النطاق، بحيث أطلق إدج على داي زي لقب مود العام، وقال كوينتين سميث من مجلة ويرد المملكة المتحدة إنها يمكن أن تكون أكثر لعبة مرعبة في عام 2012، ووصفها جيم روسينول من موقع حجر، ورقة، بندقية بأنها أفضل لعبة لعبها حتى الآن في عام 2012. وذكرت بي سي غيمر أن اللعبة كانت من أهم الأشياء التي حدثت لمجال ألعاب الكمبيوتر الشخصي في عام 2012، وأدرجتها في قائمة أفضل خمس ألعاب كمبيوتر رهيبة على الإطلاق. ووصفتها ميترو بأنها واحدة من أفضل المودات التي ظهرت على الإطلاق في ألعاب الكمبيوتر الشخصي وواحدة من أكثر التجارب إثارة للإعجاب المتوفرة على هذا النظام. ووصفتها يورو غيمر بأنها أفضل لعبة زومبي على الإطلاق، وظاهرة مودات ألعاب الكمبيوتر الشخصي في عام 2012. ووصفها كوتاكو بأنها ربما أعظم لعبة زومبي على الإطلاق، وأكثر ألعاب الكمبيوتر إثارة للاهتمام لعام 2012. وقالت مجلة باور بلاي لألعاب الكومبيوتر إن داي زي كان أهم شيء حدث لألعاب الكمبيوتر الشخصي في عام 2012.
اقترح ستيس هارمان من يورو غيمر أن مصمم المود دين هال قد يكون مسؤولاً عن تطوير بعض القصص القادمة الأكثر إثارة للمشاعر في ألعاب الفيديو. ووصف كريس بيريرا من موقع 1أب.كوم المود بأنه مثال ساطع لألعاب الكمبيوتر الشخصي في أفضل حالاتها، مشيرًا إلى أن التوتر الناجم عن التفاعل مع لاعبين آخرين يؤدي إلى تجربة لا تشبه أي شيء آخر اختبره في الألعاب بخلاف ممارسة الحب في لعبة هيفي رين، واستشهد باللعبة كمثال على أن ألعاب الكمبيوتر ليست في حالة تدهور، حيث أن إنشاء مثل هذا المود هو أمر ممكن فقط على جهاز الكمبيوتر على عكس أجهزة ألعاب الفيديو الأخرى. ووفقًا لجو مارتن من شركة بيت تيش، لم تقدم أي لعبة أخرى من هذا النوع والتي تدور قصتها حول نهاية العالم والزومبي تجربة أكثر ٳقناعاً من مود داي زي، وقد يكون تأثيره على صناعة الألعاب مشابهًا لتأثير لعبتي دفاع القدماء وكاونتر سترايك.

### جوائز
- تم ترشيح المود لفئة الابتكار عبر الإنترنت في جوائز مسابقة مؤتمر مطوري الألعاب لسنة 2012.[37]
- منحت بي سي غيمر مود داي زاي جائزة أفضل تعديل لعام 2012، واصفة إياها بأنها واحدة من أكثر الألعاب ترهيبًا في العام.[38]
- منح برنامج «لعبة ممتازة» التيليفزيوني مود داي زي جائزة «المنجز هادئ» لعام 2012.[39]
- أعطت مجلة باور بلاي لألعاب الكومبيوتر مود داي زي لعبة العام لسنة 2012 وأعطته المركز الخامس في قائمة أفضل 100 ألعاب على الإطلاق.[34]

## لعبة مستقلة
يحمل العنوان المستقل، المعروف أيضًا باسم داي زي، العديد من آليات اللعب الأساسية في مود لعبة آرما 2. بحيث قامت بوهيميا إنتراكتيف بتحسين الرسومات وواجهة المستخدم والذكاء الاصطناعي مقارنةً بالمود. وتم إطلاق لعبة داي زي الجديدة على وحدات تحكم الجيل الثامن (بلاي ستيشن 4 وإكس بوكس ون) في عام 2019.

## وصلات خارجية
- الموقع الرسمي